# Pro Iŝtar
Pro Iŝtar est un roman de Heinrich August Luyken écrit en 1924.
Il est décrit comme le roman le plus réussi de l’auteur.

## Analyse
Pro Iŝtar est le roman le mieux réussi de Heinrich Luyken.